# NGC 868
NGC 868 é uma galáxia elíptica (E-S0) localizada na direcção da constelação de Cetus. Possui uma declinação de -00° 42' 46" e uma ascensão recta de 2 horas, 15 minutos e 58,5 segundos.
A galáxia NGC 868 foi descoberta em 3 de Outubro de 1886 por Lewis A. Swift.